# Магічні істоти світу Гаррі Поттера

## Люди

### Немаги
Немагічне населення, нечаклуни (в Англії зневажлива форма серед чарівників — маґли) — звичайні люди. У Чарівному Світі вони вважаються наймогутнішими істотами. Тому що у Середньовіччі між нечарівниками та чарівниками відбувалася маґлівсько-магічна війна у ході якої маґли виграли і загнали чарівників у глибоке підпілля, в результаті якого чарівники у 1692 році прийняли Міжнародний Статут про секретність Чаклунського Світу. Серед маґлів маґлівсько-магічна війна більше відома як Свята Інквізиція.

### Чарівники
Чарівники (інші назви — чаклуни, маги, ворожбити, відьмаки і відьми) — підвид людей, які наділені вродженими магічними здібностями. Від немагів окрім уже згаданих врождених магічних властивостей також відрізняються довшою тривалістю життя (у той час як немаги максимально досягають 120 років життя, такі чарівники як Албус Дамблдор і Ґелерт Ґріндельвальд на момент своєї смерті мали по 150 років, а Батільда Беґшот була ще старшою, оскільки вона пережила їх, та застала їх ще дітьми). Деякі маги володіють парселмовою, тобто здатністю розмовляти зі зміями і розуміти їх мову, причому здатність ця є вроджена. Після Інквізиції чарівники змушені були переховуватися від немагів (тому що немаги часто їх убивали і на них нападали), саме тому всіх немагів чарівники вважають своїми ворогами. Через ставлення до магів чарівники стали дуже закритою параноїдальною спільнотою, у якій вони створили паралельний до немагів соціум, у якому одружувалися і спілкувалися лише між собою, між чарівниками і чарівницями. Через своє вороже ставлення до немагів, чарівники у цьому закритому соціумі насторожено ставилися і до чарівників, які були виходцями із сімей немагів, адже не довіряли їм у першу чергу через їхню приналежність до немагічної культури. Щоб захистити чаклунську культуру від них, була придумана Ідеологія Чистокровного Супремасизму, де основним визначенням чарівника був його Статус Крові, тобто походження. За Статусом Крові чарівники ділилися на Чистокровних, Напівкровних та Бруднокровців.

#### Чистокровні
Чистокровні чарівники — представники родин, так званих Домів, де абсолютно всі члени родини є чарівниками. Чистокровні Чаклунські Доми є усі між собою родичами і заводять шлюби лише між собою. Чистокровні Доми Чарівників є по усьому Світу, але Сага оповідає здебільшого про Чистокровні Доми Британських Островів, які у свою чергу поділяються на вимерлі чистокровні Доми та Сакральні 28.

##### Вимерлі Британські Чистокровні Доми
До вимерлих Чистокровних Домів належать ті чистокровні родини чарівників, у котрих померли всі представники по чоловічій лінії. Це не означає, що нащадків цих домів не існує, адже нащадки цих домів спокійно можуть існувати по жіночій лінії. Для прикладу Певерелів вважають вимерлим Чистокровним Домом, оскільки останній чоловік із прізвищем Певерел помер ще у Середньовіччі, але Поттери і Ґонти належать до нащадків Певерелів по жіночій лінії. Станом на момент Саги відомо про такі вимерлі чистокровні доми:
- Мерліни
- Ґрифіндори
- Гафелпафи
- Слизерини
- Рейвенклови
- Певерели

##### Сакральні 28
28 найбільш чистокровних чаклунських Домів Британії станом на 1930 рік.
- Еботи
- Ейвері
- Блеки
- Булстроди
- Беркси
- Керроу
- Кравчі
- Фоулі
- Флінти
- Ґонти
- Ґрінґрасси
- Лестранжі
- Лонґботомми
- Макміллани
- Мелфої
- Ноти
- Олівандери
- Паркінсони
- Превети
- Розьє
- Роулі
- Селвіни
- Шелкботи
- Шафіґи
- Слизороги
- Траверси
- Візлі
- Якслі

##### Французькі Чистокровні Доми
- Мелфої
- Лестранжі
- Розьє

##### Чистокровні Доми інших країн
- Патіли — Індійський Чистокровний Дом
- Круми — Болгарський Чистокровний Дом.
- Кама

## Домашні тварини

### Гедвіґа

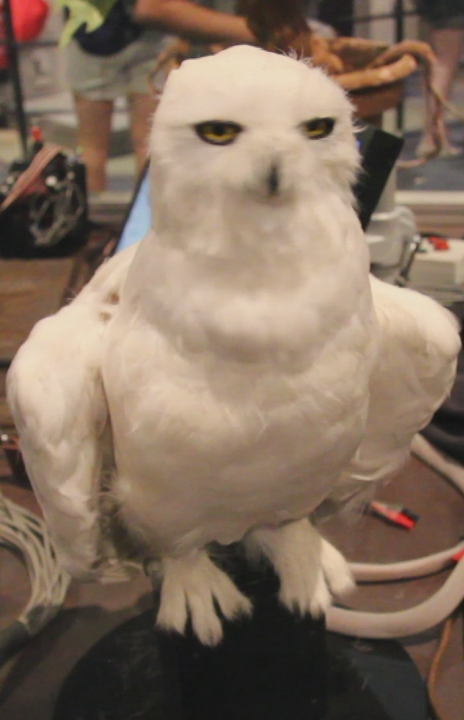

Гедвіґа (англ. Hedwig) — білосніжна полярна сова, яку Геґрід подарував Гаррі Поттеру на його одинадцятиріччя (купив її в Совиному Торговельному Центрі Айлонс на алеї Діаґон).
Відтоді Гедвіґа прожила у Гаррі шість років (1991—1997). Вона стала справжнім другом для Гаррі — допомагала йому зберігати зв'язок із Роном Візлі, Герміоною Ґрейнджер та хрещеним батьком Гаррі — Сіріусом Блеком. На відміну від інших близьких Гаррі, завжди залишалася поруч із ним.
Гаррі намагався якомога краще піклуватися про сову. Гедвіґа ображалася на хазяїна, коли він забував її годувати або довго не випускав політати. Відтоді як Дурслі отримали першого листа від Албуса Дамблдора адресованого Гаррі Поттеру, Вернон зненавидів усіх сов, тож забороняв Гаррі випускати з клітки Гедвіґу, коли вони мешкали в його будинку.
У той час, коли Міністерство магії перевіряло всю пошту, що потрапляла в Гоґвортс, Гедвіґу було поранено. Її вилікувала викладачка предмету «Догляд за магічними істотами» — Граблі-Планка.
Під час подій останньої книжки про Гаррі Поттера Гедвіґу вбив смертежер, коли Гаррі тікав із вулиці Прівіт-драйв до «Барлогу». Звісно, це стало великою втратою для Поттера, проте Геґрід заспокоював його: сова прожила щасливе життя.

### Іклань
Іклань (англ. Fang) — величезний чорний пес-вовкодав, господарем якого був Рубеус Геґрід — ключник Гоґвортсу. Коли героям загрожувала якась небезпека, то вони брали із собою Ікланя задля безпеки. Проте Геґрід визнавав, що його собака — боягуз (наприклад, під час подій першої книги — «Гаррі Поттер і філософський камінь», коли Гаррі Поттер, Герміона Грейнджер, Рон Візлі та Драко Мелфой повинні були перебувати в Забороненому лісі, Ікланя взяли туди теж. Проте пес втік разом із Мелфоєм при першій небезпеці).

### Криволапик

Криволапик

У книжці «Гаррі Поттер і в'язень Азкабану» Гаррі Поттер, Рон Візлі та Герміона Ґрейнджер побачили великого рудого кота в магазині «Магічний звіринець» на алеї Діаґон, куди завітали для того, щоб Рон показав спеціалісту свого старого пацюка Скеберса. Кіт стрибнув на Рона, що обурило хлопця. Проте тварина дуже сподобалася Герміоні, тому вона його і придбала.
У Гоґвортсі Криволапик мешкав у вітальні Ґрифіндора, деколи сідав на коліна головним героям книги.
Він погано ставився до пацюка Рона, полював на нього. У третій частині («Гаррі Поттер і в'язень Азкабану») Ронові навіть здалося, що кіт з'їв його тваринку. Це спричинило сварку між Роном та Герміоною. Та пізніше виявилося, що насправді Скеберс — зрадник і вбивця Пітер Петіґру, який переховувався у вигляді пацюка, а Криволапик дізнався про це від Сіріуса Блека, тому і намагався спіймати Скеберса. Хрещений батько Гаррі Поттера зазначив, що він ще ніколи не бачив такого розумного кота. Кіт — на четвертину нізл (розумна котоподібна істота).

### Левконія
Левконія — маленька біла сова, яку Сіріус Блек подарував Ронові Візлі (тому що він фактично позбавив хлопця його домашньої тварини — пацюка Скеберса). Таке ім'я для сови придумала Джіні Візлі. Ронові воно дуже не подобалося, та змінювати його було вже пізно — сова не відгукувалася ні на що, окрім імені «Левконія». Тому Рон скоротив його і називав свою сову Левом (що кумедно контрастувало з її розмірами).
Левконія ревно виконувала свої зобов'язання; мала веселий характер, радісно ухкала. Цим дратувала старих сов родини Візлі — Еролу й Гермесу. Через це Рон тримав її у своїй кімнаті.

### Скеберс
Скеберс (англ. Scabbers) — товстий сірий пацюк Рона Візлі, який до цього подарували його братові Персі на перший рік навчання в Гоґвортсі. Рон вважав пацюка абсолютно непотрібною твариною, адже Скеберс постійно спав. Хлопець шкодував, що батьки не можуть купити йому сову. Та Рон по-своєму прив'язався до Скеберса. Під час його першої подорожі до Гоґвортсу Скеберс, щоб захистити хазяїна, накинувся на Креба та Ґойла. Тому Рон дуже засмутився, коли вважав, що Скеберса з'їв кіт Герміони.
Насправді виявилося, що Скеберс — це Пітер Петіґру, який зрадив батьків Гаррі Поттера та переховувався від усіх під виглядом щура.

### Гіпогриф
Гіпогриф (англ. Hippogriff)

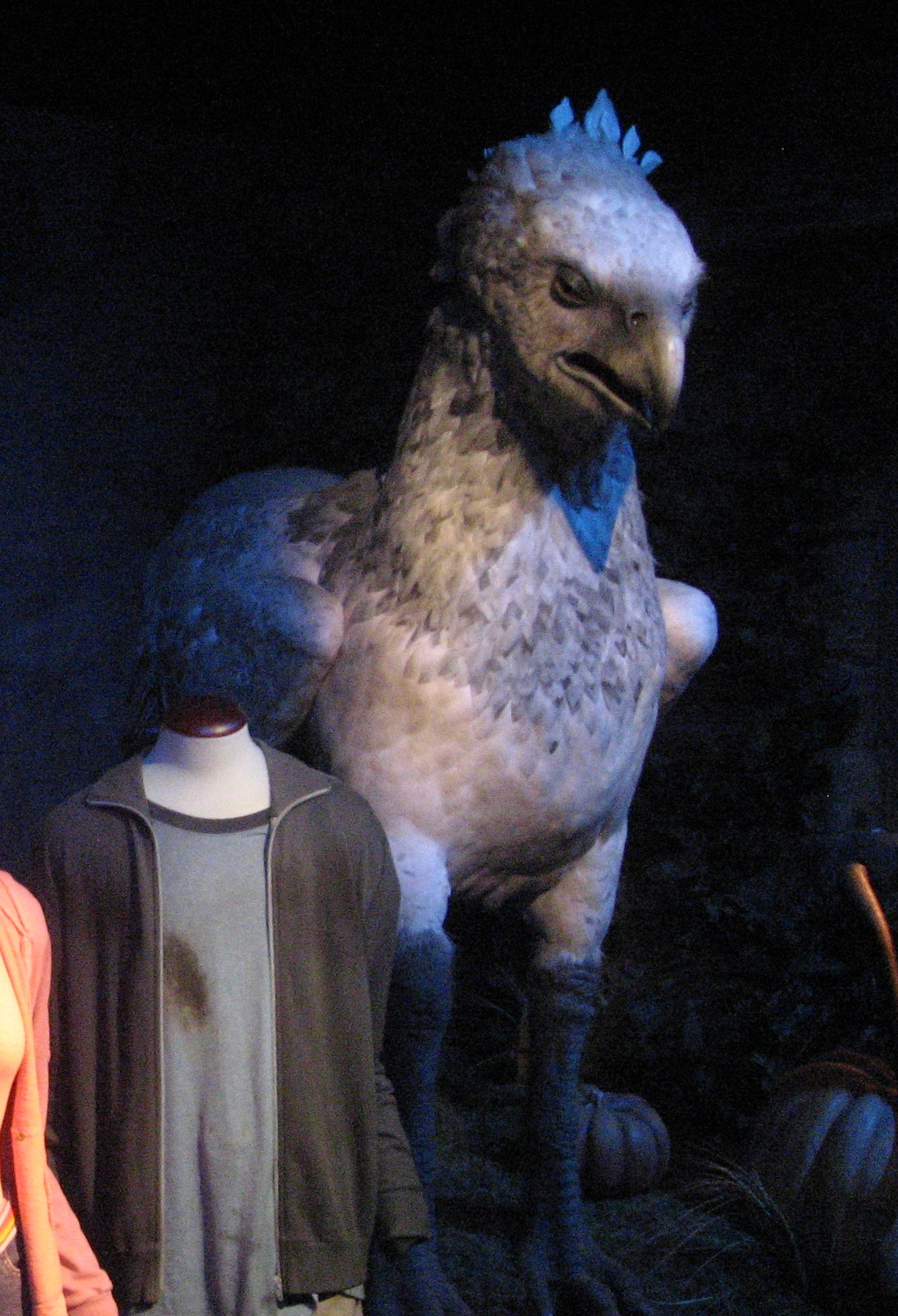

Гіпогриф також небезпечна тварина. Але його можна приручити. Ці тварини дуже горді, щоб він дозволив вам його погладити або політати на ньому — потрібно вклонитися. Якщо це створіння також вклониться вам, то можна його погладити. Але обережно, перед цією твариною не потрібно робити швидких рухів, бо він може вас вбити або покалічити! Все ж таки, якщо ви приручили цю тварину, то вона може перевозити вантажі та вас катати.

### Фенікс Фоукс

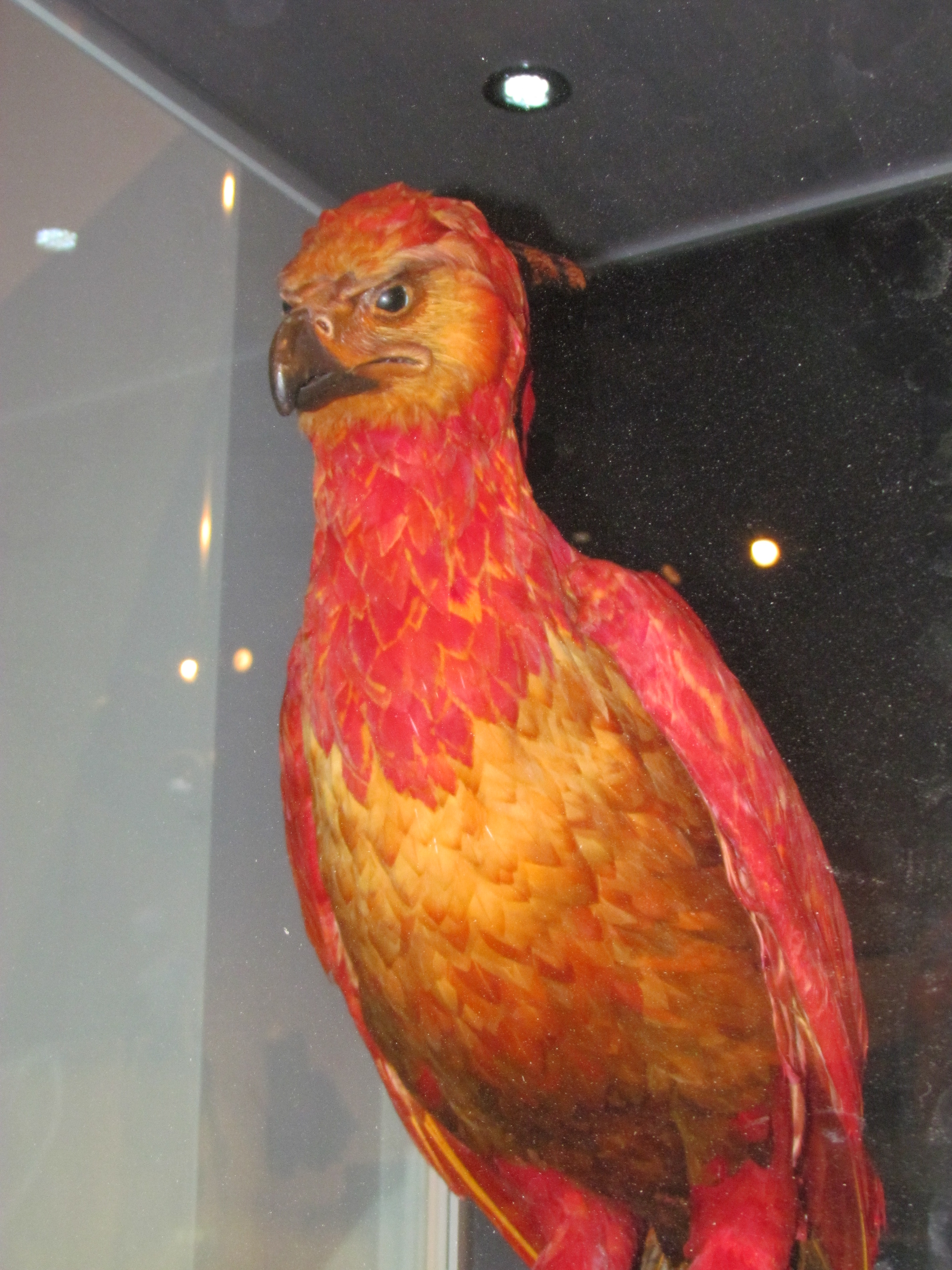

Фенікс Фоукс (англ. Fawkes) — птах, хазяїном якого був Албус Дамблдор. Малиновий птах розміром із лебедя. Має великий, як у павича, золотий хвіст, гострий золотий дзьоб та маленькі чорні очі-намистинки.
Вперше Гаррі побачив його у книжці «Гаррі Поттер і таємна кімната». Фенікс сидів на золотому сідалі біля дверей кабінету Албуса Дамблдора, нагадував собою напівобскубаного індика та мав дуже хворобливий вигляд. Після цього птах закотив очі і спалахнув. Проте слід пам'ятати про властивість феніксів: вже за короткий час із попелу птаха, що згорів, з'явилося нове пташеня.
Фенікс був гарним помічником Дамблдорові та Гаррі Поттеру. Наприклад, коли Гаррі потрапив до Таємної кімнати, Дамблдор, якого не було на той час у школі, прислав Фоукса із Сортувальним Капелюхом, звідки Гаррі зміг дістати меч Ґодрика Ґрифіндора. Пізніше Фоукс вилікував рану Поттера, яку спричинила отрута василіска. Фенікс мав надзвичайну силу, тому зміг винести на собі Гаррі Поттера, Ґільдероя Локарта із Роном та Джіні Візлі.
У книзі «Гаррі Поттер і Орден Фенікса», коли в Гоґвортсі Долорес Амбридж викриває зібрання Дамблдорової Армії, Албус Дамблдор зникає разом зі своїм птахом.
Коли господар птаха загинув, Фоукс співав над Гоґвортсом, а потім полетів.

## Чарівні тварини, істоти

### Василіск
Василіск (від дав.-гр. Βασιλεύς — князь, цар) — величезний змій, також відомий як король змій, живе близько 900 років, але деякі екземпляри живуть довше. Дуже сильна магічна істота. Василіска можна вивести лише одним способом — примусити жабу висидіти куряче яйце, знесене семилітнім півнем. Так темні чарівники вивели на світ першого короля змій. Але, зрозумівши яке зло вони створили, чарівники заборонили виведення василісків ще у Середні віки.
Зображення василіска є емблемою жаху та зла, а контролювати василіска може тільки той, хто володіє парселмовою, наприклад, Волдеморт.

#### Зовнішній вигляд
Довжина Короля змій сягає 15 метрів, тіло його вкрите твердою зеленою лускою, невразливою до багатьох заклятть та подібною до драконячої. На голові василіск має гребінь, чимось схожий на діадему. Свою шкіру василіск час від часу скидає. Зброєю василіска є чотири великих отруйних ікла, розміром набагато більші за решту зубів. Отрута василіска дуже швидко розноситься тілом і вжалена істота помирає, проте є протиотрута — сльози фенікса. Але найстрашнішою зброєю василіска є його погляд, що вбиває будь-яку живу істоту миттєво. Навіть «непрямий» погляд василіска, наприклад, відбитий у дзеркалі, дуже небезпечний, бо хоча жертва лишається живою, проте вона «кам'яніє», і вивести її з цього стану може лише сік з мандрагори. Так сталося із студентами в Гоґвортсі під час нападів цього чудовиська.

### (або ЗМІЇНИЙ КОРОЛЬ)
К.М.М. Класифікація. XXXXX
Першний історично зафіксований ВАСИЛІСК був виведений Герпом Смердючим грецьким темним чаклуном і парселмовцем, який виявив у результаті численних експериментів, що з курячого яйця, висидженого жабою, вилуплюється гігантський змій, наділений дуже небезпечними здібностями
Василіск-ядучо-зелений змій. Що сягає до п'ятнадцяти
метрів завдовжки. Голову самця
прикрашає яскраво-червоне оперення. Його зуби виділяють смертельну отруту, та найстрашніша його зброя - погляд великих жовтих очей. Той, хто в них погляне, миттєво помре Якщо в нього буде достатньо їжі (а Василіск харчується всіма видами ссавців і птахів а також більшістю плазунів), змій може прожити надзвичайно довго. Василіск Герпа Смердючого проіснував, за переказами, мало не дев'ятсот років. 
Виведення Василісків було оголошено незаконним ще за часів середньовіччя, хоч факт цієї процедури легко приховати достатньо забрати куряче яйце з-під жаби, якщо Відділ нагляду й контролю за магічними істотами нагряне з перевіркою. Однак Василіски є загрозою навіть для темних чаклунів, адже ніхто, крім парселмовців, не здатен ними керувати, тому в Британії впродовж останніх чотирьох- сот років не було зафіксовано жодного факту появи Васлісків

#### Гаррі Поттер і таємна кімната

Статуетка з зображенням василіска, з фільму «Гаррі Поттер і таємна кімната»

Коли у Гоґвортсі Джіні Візлі, зачарована горокраксом Тома Редла, відкрила таємну кімнату, було випущено короля зміїв, який за її вказівками нападав лише на «бруднокровців» (маґлонароджених). Через напади школу ледь не закрили, та на щастя, жодна з жертв василіска не загинула. Під кінець навчального року Темний Лорд ледь не повернув собі тіло, але Гаррі завадив йому це зробити. Завдяки феніксу Фоуксу, який виклював очі василіску та приніс Гаррі зброю (хлопець витяг меч Ґодрика Ґрифіндора із Сортувального Капелюха), Поттер убив короля змій та знищив за допомогою ікла василіска щоденник Редла, який був горокраксом.
Із жахом таємної кімнати, василіском, було назавжди покінчено. У сьомому фільмі Рон та Герміона прийшли до Таємної кімнати, щоб дістати ікла василіска.

### Тестрал

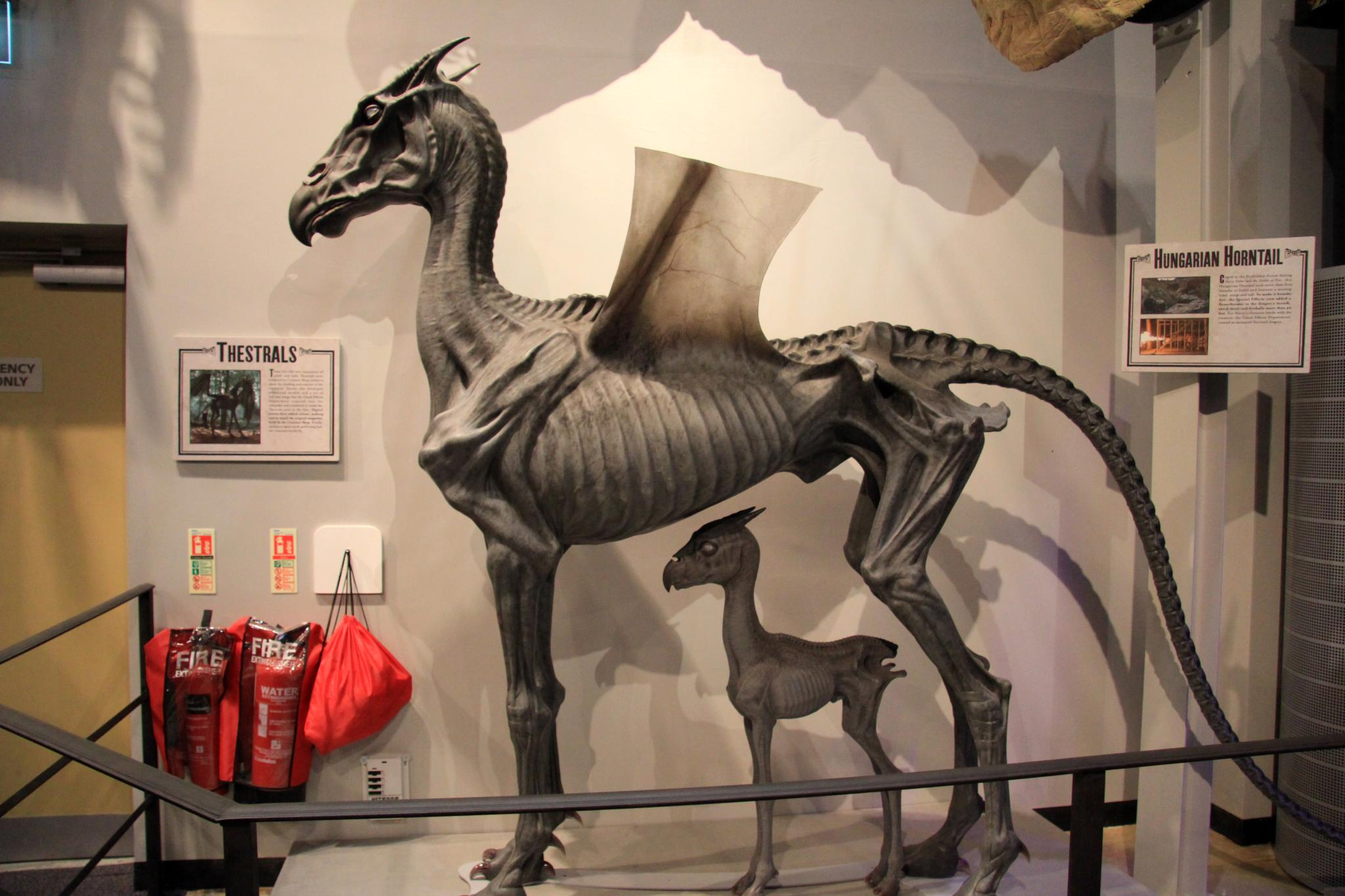

Магічна істота, нагадує кістяк коня щільно обтягнутий шкірою, має великі і дужі крила. Тестрали невидимі для більшості людей, бачити їх можуть тільки ті, хто колись бачив смерть людини на власні очі. Істоти хижі, м'ясоїдні, час від часу полюють на птахів. Мешкають у Забороненому лісі. Мають гарну пам'ять і чудово орієнтуються у просторі. Дужі і витривалі — тягають за собою вози (карети) з учнями 2—7 курсів з платформи Гоґсмід до замку Гоґвортс, можуть нести на собі великий вантаж, визначають місце призначення за назвою.

### Дракон

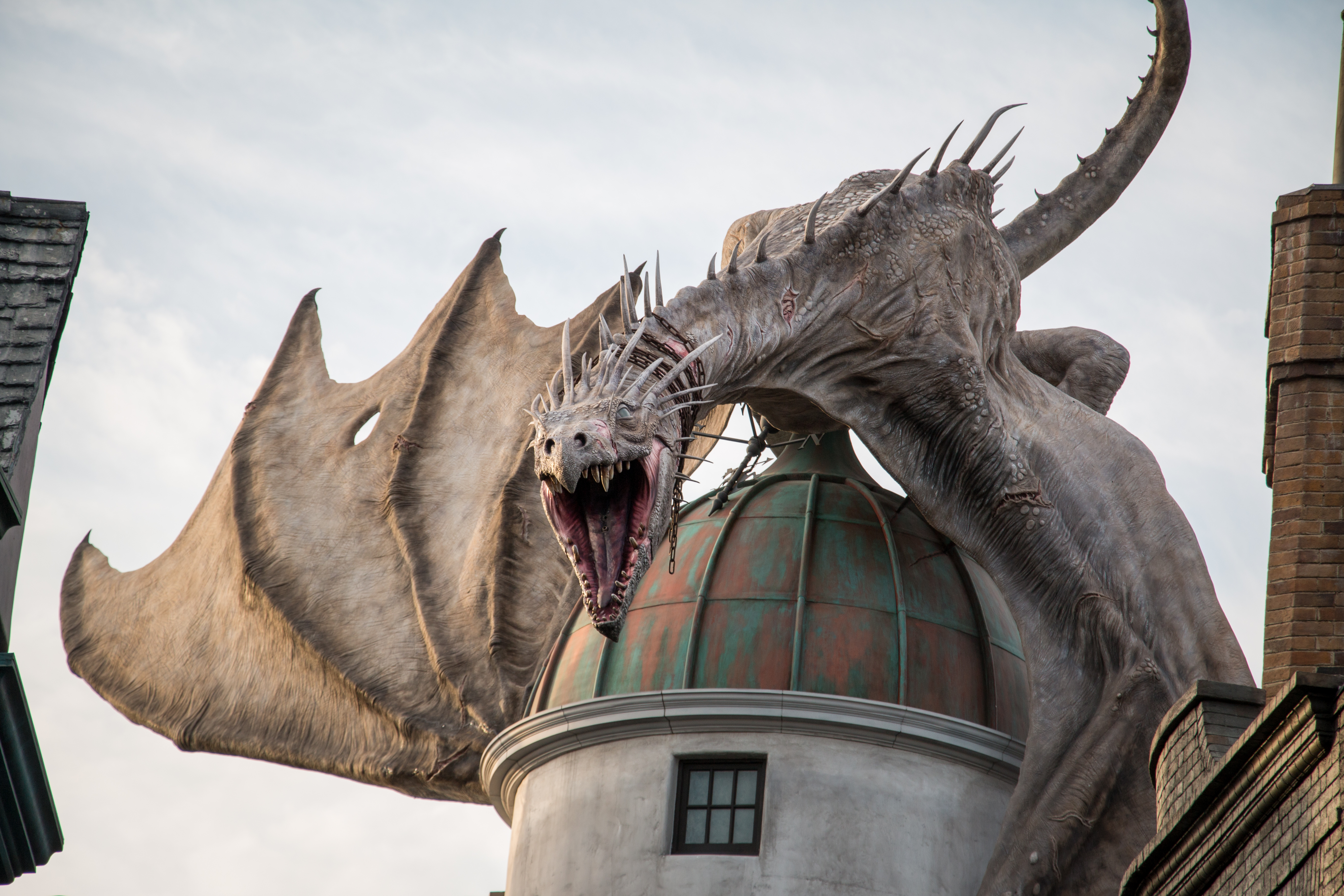

У світі Гаррі Поттера існує 10 порід Драконів:
- Український Залізопуз
- Норвезький Хребтоспин
- Шведська Короткорилка
- Звичайна Зелена Валлійка
- Китайська Метеорка
- Угорська Рогохвістка
- Гебридські Чорні Дракони
- Перуанський Гадозуб
- Румунський Довгоріг

## Розумні чарівні істоти

### Вампір
Вампір — безсмертна істота, яка раніше була людиною. В них бліда шкіра, а у роті гострі ікла.

### Віїла
А точніше Віїла, це істота, яка з вигляду — нормальна дівчина, та і живе вона так само, але має незвичайні магічні здібності. Віїли вміють причаровувати юнаків своєю красою.

### Ґоблін

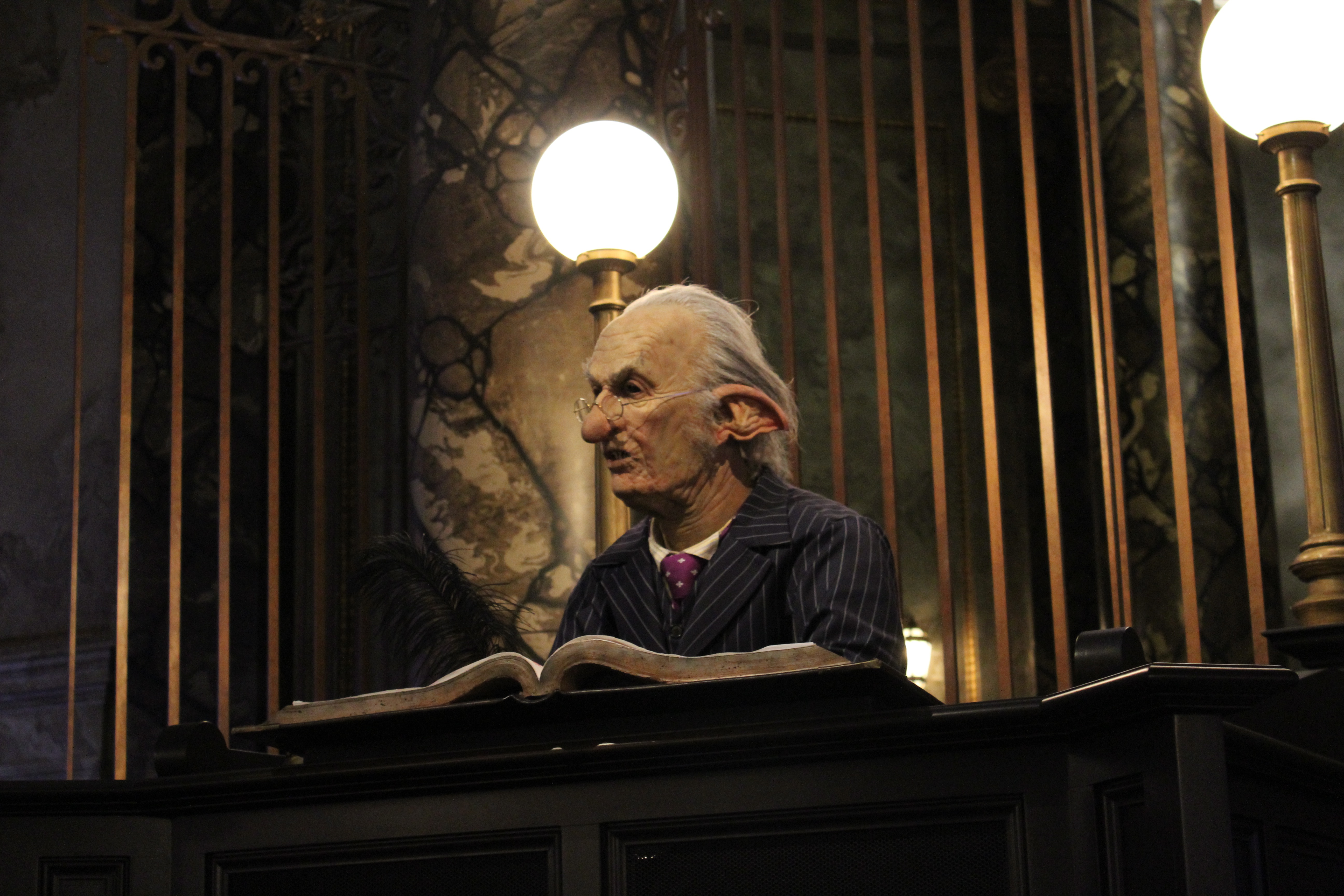

Гобліни — це низькі створіння, зі смаглявими кмітливими обличчями, довжелезними ступнями. Деколи з бородами.

### Ельф-домовик
У більшості ельфів сіра або рожева шкіра, повисла. Мають маленький зріст, великі очі та кажанячі вуха. Володіють магічними здібностями, які за походженням відрізняються від здібностей чаклунів та інших магічних істот.
Ельфи-домовики з давніх часів — раби чарівників. Самі ельфи вважають це не рабством, а великою честю служити магу. Але навіть якщо ельф не любить свого господаря — ослухатись його він просто не може. Якщо ельф не виконав наказ, він починає сам себе карати за це тілесними пошкодженнями (б'ється об шафу, придавлює пальці тощо). Ельф може стати вільним, лише коли хазяїн подарує йому одяг — знак свободи для ельфа. Вільні ельфи швидко знаходять собі роботу, оскільки люблять працювати і дуже старанні істоти. Ельфи вважають, що отримувати зарплату — сором. Однак, Герміона Ґрейнджер організувала організацію ССЕЧА, яка займалась розширенням прав і свобод ельфів, хоча популярності не набула. Єдиним повністю вільним ельфом, який отримував гроші за свою працю був Добі.
Особливий талант ельфи проявляють у кулінарії. Саме тому у школі на кухні трудяться ельфи.

#### Добі

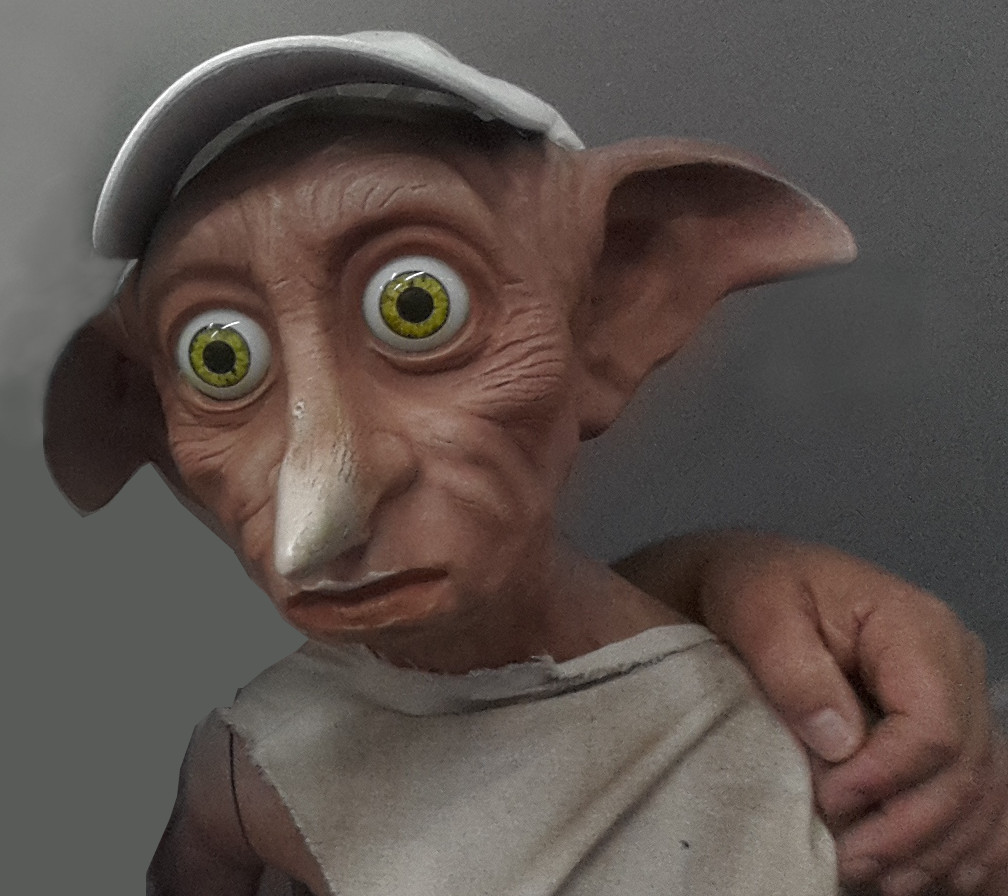

Ельф-домовик сім'ї Мелфоїв. Вважав честю служити Гаррі Поттеру, який був одним із небагатьох його друзів-чарівників. Добі відіграв важливу роль у цій історії, хоч і малопомітну. Найбільше про нього розповідається у другій та сьомій частинах «Поттеріани». Також він урятував Гаррі і його друзів з маєтку Мелфоїв, але сам загинув від ножа Белатриси Лестранж, що влучила ним в груди ельфа-домовика, про що оповідається у сьомій частині історії.

#### Вінкі
Ельфиня, яка була слугою Барті Кравча. Коли вона не змогла зупинити Барті Кравча-молодшого від створення Чорної мітки, хазяїн звільнив її. Пізніше Вінкі зустрічає Добі і вони вдвох вирушають працювати в Гоґвортс. Вінкі почувалася нещасною через звільнення і почала зловживати маслопивом.

#### Крічер
Колишній ельф-домовик у домі Гаррі, успадкованому від Сіріуса Блека.

### Кентавр

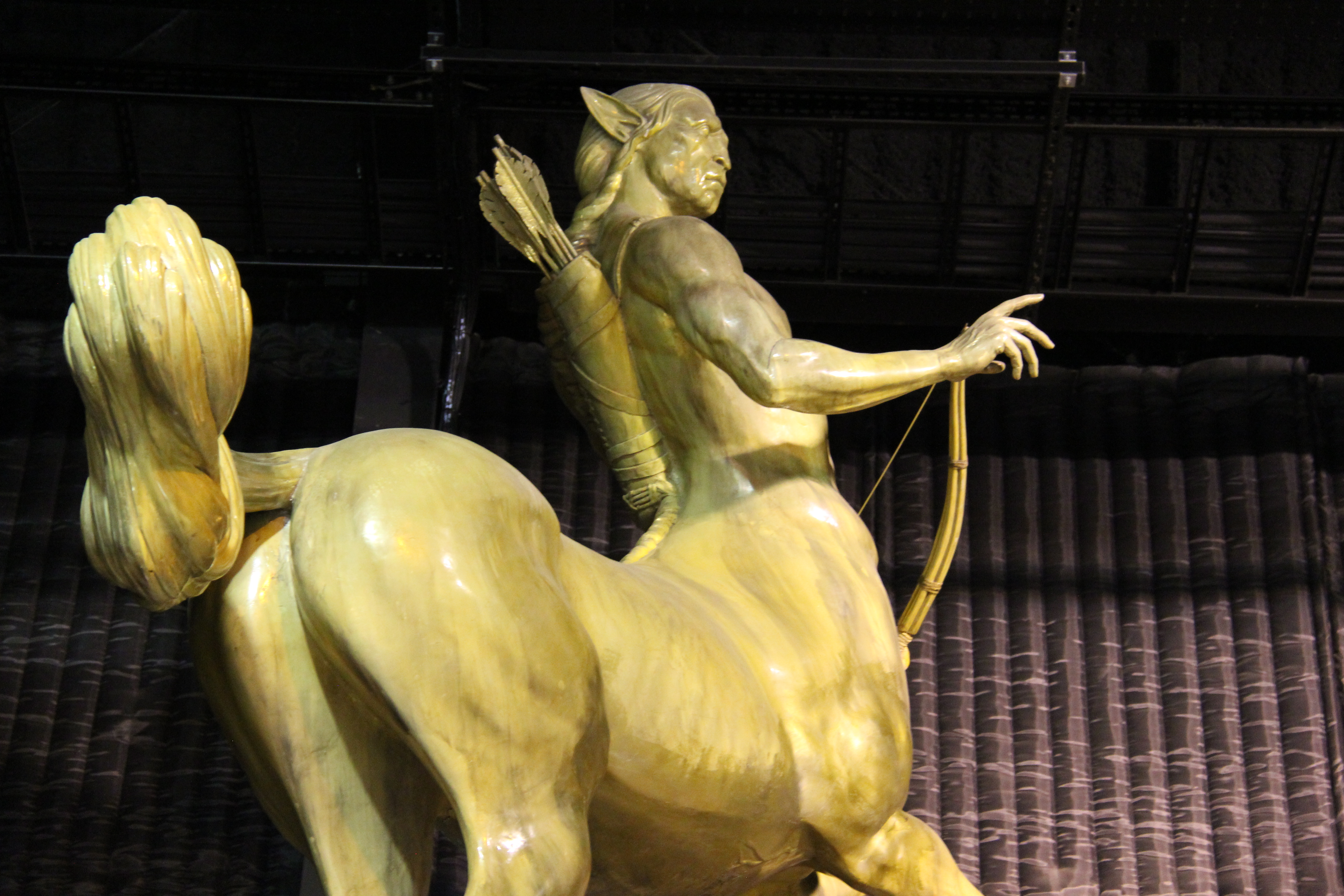

Кентавр — це істота, що має тулуб, голову та руки людини, але замість ніг має туловище коня. Розумні істоти, бачать майбутнє за допомогою зірок. У книзі «Гаррі Поттер і Філософський камінь» лісник Геґрід сказав про них таку фразу: «Вони багато знають, але мало говорять».

### Вовкулака

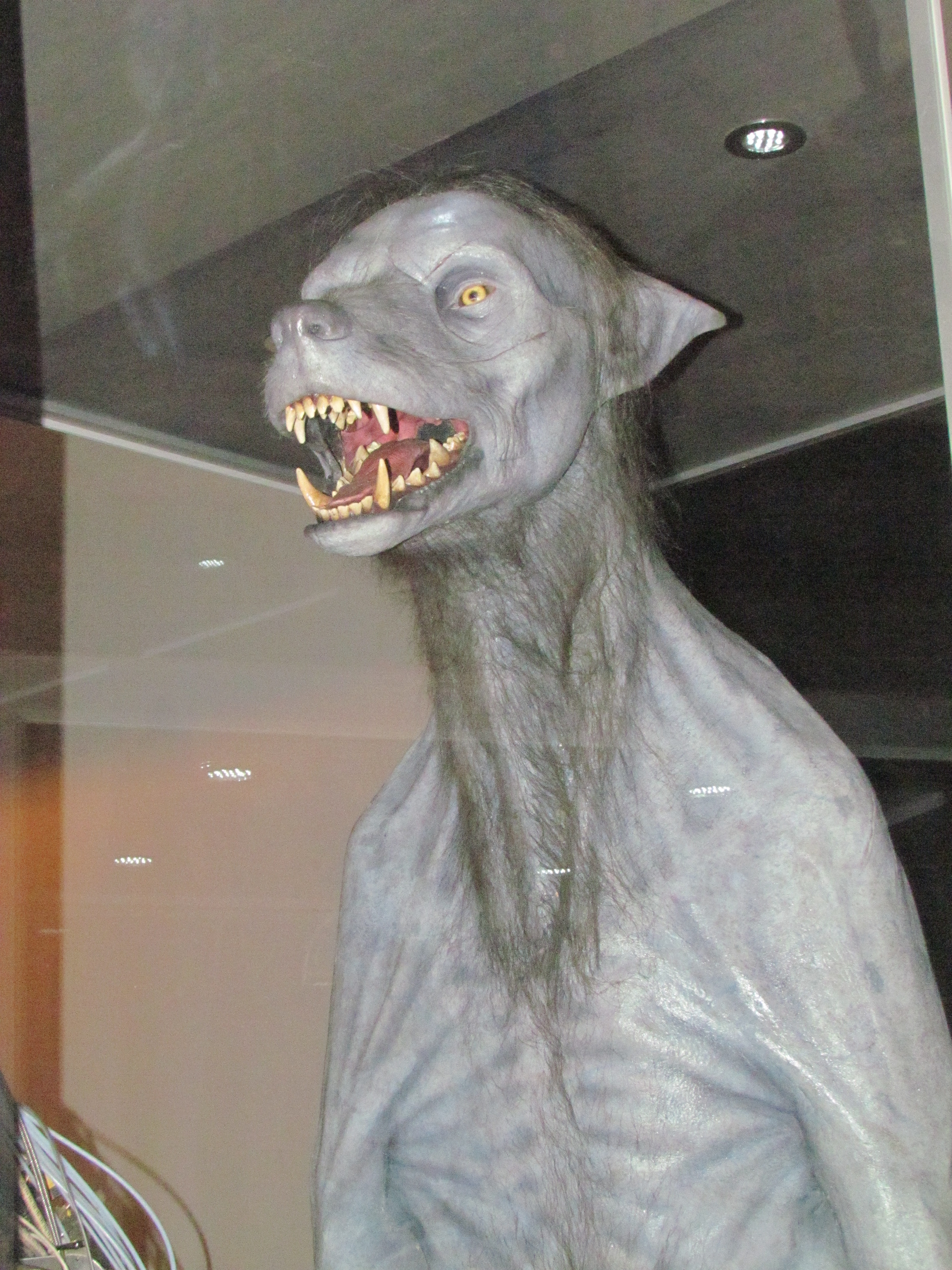

Вовкулака — людина, яка при повному місяць перетворюється на вовка. Вовкулаками стають тільки тоді, коли отримують вовкулачий укус. Проти вовкулак винайдено зілля «Вовкотрут», яке дає вовкулаці здатність розумно думати і не завдавати шкоди оточуючим. Та на жаль, у цього зілля є один недолік, воно призводить до пришвидшеного старіння. Серед відомих вовкулак є Ремус Люпин та Фенрік Ґрейбек, який перетворив Люпина.

### Троль
Тролі — це велетенські, заввишки 7 метрів, незграбні істоти. Мають маленьку, мов кокосовий горіх, лису голову. У них короткі ноги, товстезні, наче стовбури, й пласкі зашкарублі ступні. Від них жахливо смердить. Вони неймовірно дурні. Зазвичай за зброю використовують величезні дерев'яні довбні, які волочать по землі.

### Сфінкс
Сфінкс — істота з тілом величезного лева, могутніми пазуристими лапами та довгим жовтуватим хвостом, що закінчується рудою китицею. Має жіночу голову з розкосими, мигдалеподібними очима. Розумні істоти, які загадують загадки.

## Потойбічні істоти

### Патронус

Патронус Гаррі Поттера. Кадр з фільму «Гаррі Поттер і в'язень Азкабану»

Патронус (від лат. «заступник», «захисник») — магічна сутність, яка викликається за допомогою закляття «Експекто патронум». Використовується для захисту від дементорів. «Експекто патронум» — складне закляття, яке вдається виконати далеко не всім (наприклад, це чи не єдине закляття, яке не вдається Герміоні Ґрейнджер). Для того, щоб випустити патронуса, необхідно згадати якийсь гарний, світлий спогад свого життя. Чим кращим буде спогад, тим сильнішим стане патронус. Патронус приймає форму тварини (індивідуально для кожного). Дуже рідко трапляється, щоб патронус змінював свою форму (наприклад, так сталося з патронусом Тонкс). Слабкий патронус має вигляд тонкого срібного струменя.
Патронус також застосовується як засіб зв'язку. Такий метод використання магічного захисника придумав Албус Дамблдор для членів Ордену Фенікса (таким чином вони могли попередити один одного про небезпеку).
Гаррі Поттера навчив використовувати патронуса викладач дисципліни «Захист від темних мистецтв» Ремус Люпин. Це значно допомогло головному героєві під час подій книжки «Гаррі Поттер і в'язень Азкабану». Закляття «Експекто патронум» широко використовувалося головними персонажами і надалі. Гаррі навчав створювати патронусів під час зібрань Дамблдорової Армії.
Патронуси у чарівників:
Гаррі Поттер — олень,
Герміона Ґрейнджер — видра,
Рон Візлі — собака (тер'єр), Луна Лавгуд — кролик,
Джіні Візлі — кінь, Ерні Макмілан — кабан, Шеймус Фініґан — лисиця, Чо Чанґ — лебідь,
Долорес Амбридж — пухнастий кіт, Кінґслі Шеклболт — рись,
Албус Дамблдор — фенікс,
Еберфорс Дамблдор — цап,
Мінерва Макґонеґел — смугаста кішка,
Джеймс Поттер — олень,
Лілі Поттер — лань,
Северус Снейп — лань,
Німфадора Тонкс — собака,
Артур Візлі — горностай,
Горацій Слизоріг — золота рибка.

### Дементор

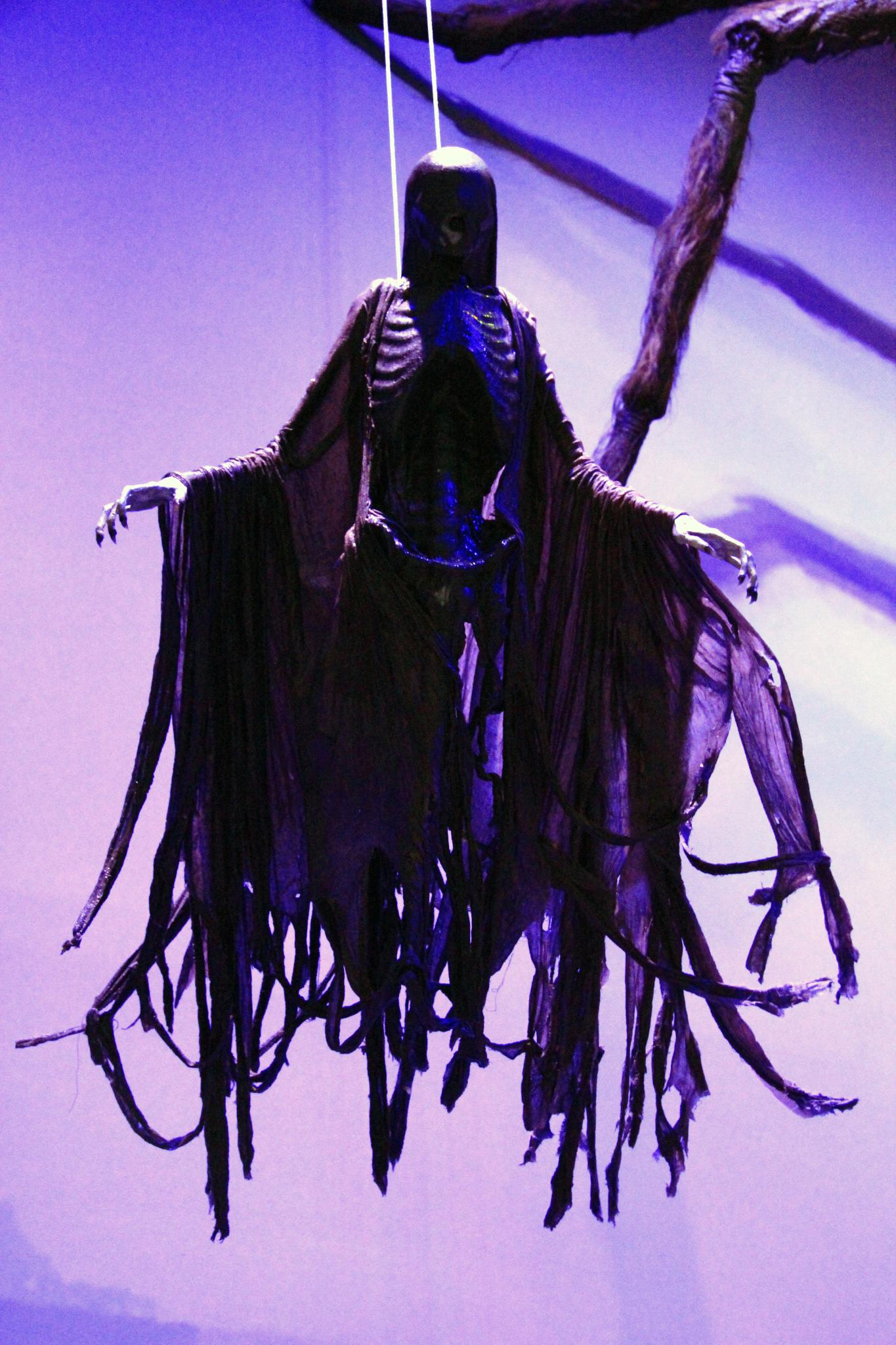

Дементори (лат. Demens «божевільний», або «той, що зводить з розуму»; англ. Dementors; також походить від слова демон) — страшні істоти, які охороняли Азкабан (через це в'язниця вважалася одним із найстрашніших місць у чаклунському світі). Проте коли Волдеморт захопив Міністерство магії, то перейшли на його бік.

#### Зовнішній вигляд
У дементорів немає очей, а шкіра вкрита струпами та гниллю. Все це вони приховують під темними каптурами. На голові у них, це бачили лише окремі чаклуни, невеликий рот, якщо його можна так назвати, через який вони висмоктують душу.
У фільмах про Гаррі Поттера їх вигляд трохи інакший ніж у книзі. Наприклад, у фільмі зображено дементорів як скелетів у чорних каптурах.

#### Роль у книжках
Живуть дементори у темноті та гнилі. При зустрічах із ними чаклуни та навіть маґли, які не можуть побачити дементорів, відчувають страх і відчай — ніби в усьому світі не залишилося радості. Їхньою їжею є людська радість і щастя. Найстрашніше, що можуть зробити дементори, — це «Поцілунок смерті», під час якого у жертви висмоктують душу (це є вищим покаранням в'язнів в Азкабані). При цьому людина залишається жити, проте від людини залишається лише тіло; почуття, розум — все це вже ніколи не повернеться до жертви. Це гірше ніж смерть. Єдина могутня зброя проти дементорів — закляття «Експекто патронум», але воно вдається не всім чаклунам, бо для його виконання потрібні неабиякі магічні навички.
Вперше із дементорами Гаррі Поттер стикається в третій книжці («Гаррі Поттер і в'язень Азкабану»). Під час цих подій із Азкабану втік особливо небезпечний в'язень Сіріус Блек, і дементори охороняли школу Гоґвортс, ба навіть потяг, у якому учні дісталися школи. Саме в потягу «Гоґвортс-експрес» дементор вперше напав на Гаррі. Тоді хлопець згадав найстрашніший спогад свого життя — як Волдеморт вбив його маму. Від цього він втратив свідомість. На щастя, поруч із Гаррі виявився професор Люпин, який захистив його, а пізніше навчив захищатися від цих жахливих істот (використовував для цього ховчик). Завдяки цьому Гаррі зміг врятувати свого хрещеного батька Сіріуса Блека від Цілунка смерті дементорів.
У книзі «Гаррі Поттер і Орден Фенікса» Долорес Амбридж у потребах Міністерства магії, яке відмовлялося вірити новині, що Лорд Волдеморт повернув свої сили, наслала дементорів на помешкання родичів-маґлів Гаррі Поттера (Дурслів). Через те, що неповнолітній Гаррі Поттер у присутності двоюрідного брата-маґла використовував закляття «Експекто патронум» (для захисту від дементорів), Гаррі ледь не вилетів зі школи.
В останній книзі («Гаррі Поттер і смертельні реліквії») Міністерство магії, яке контролював Волдеморт, використовувало дементорів для того, щоб висмоктувати надії та сподівання у маґлонароджених, проти яких Міністерство проводило політику. Завдяки заняттям у Дамблдоровій Армії Гаррі та його друзі могли собі дати раду проти дементорів.

Ховчик
Ховчик (англ. Boggart) —  це різновид привидів, що змінює свою форму в залежності від страху людини, яка стоїть перед ним.

## Джерело
- Книжки Дж. Ролінґ про Гаррі Поттера